# Aliciidae
Aliciidae is een familie uit de orde van de zeeanemonen (Actiniaria). De familie is voor het eerst wetenschappelijk beschreven door Duerden in 1897. De familie omvat 5 geslachten en 10 soorten.

## Geslachten
- Alicia Johnson, 1861
- Cradactis McMurrich, 1893
- Lebrunia Duchassaing de Fonbressin & Michelotti, 1860
- Phyllodiscus Kwietniewski, 1897
- Triactis Klunzinger, 1877